# Robert Johnson
Robert Johnson, ameriški pevec in kitarist bluesa, * 8. maj 1911, Hazlehurst, Mississippi, ZDA, † 16. avgust 1938, Three Forks, Mississippi, ZDA, 
Robert Johnson velja za enega najbolj vplivnih pevcev/kitaristov bluesa. Čeprav mu njegovo kratko življenje ni dovolilo doseči slave drugih začetnikov bluesa, je vplival na mnoge glasbenike, ki so prišli za njim.

## Življenje
Johnson je bil rojen v Hazlehurstu v zvezni državi Mississippi. Datum rojstva ni natančno določen. Šolski, poročni podatki in mrliški list govorijo o različnih letnicah 1909 in 1912, nikjer pa ni omenjena uradna letnica 1911.
Robert Johnson je posnel samo 29 pesmi na snemanjih v San Antoniu v zvezni državi Teksas v novembru 1936 in na snemanju v Dallasu v juniju 1937. Trinajst njegovih pesmi je bilo posnetih dvakrat, med njimi Come on in My Kitchen, Love in Vain, Sweet Home Chicago, Cross Road Blues, Terraplane Blues in I Believe I'll Dust My Broom, večina teh je bila kasneje obdelana s strani drugih izvajalcev.
Legenda pravi, da je umrl zaradi zaužitja viskija, zastrupljenega s strihninom, ki naj bi mu ga podtaknil mož njegove ljubice. Morda si je opomogel, a čez nekaj dni je umrl zaradi pljučnice v Greenwoodu v zvezni državi Mississippi. Možno je tudi, da je umrl zaradi sifilisa, ki ga je staknil v njegovem burnem življenju »bluesmana«. V mrliškem listu ni podatkov o vzroku smrti.

## Pesmi
Posnel je 29 pesmi:
- Come On In My Kitchen [2 verziji]
- Cross Road Blues [2 verziji]
- Dead Shrimp Blues
- Drunken Hearted Man [2 verziji]
- From Four Till Late
- Hellhound On My Trail
- Honeymoon Blues
- I'm A Steady Rollin' Man
- Love In Vain [2 verziji]
- I Believe I'll Dust My Broom
- If I Had Possession Over Judgment Day
- Kind Hearted Woman Blues [2 verziji]
- Last Fair Deal Gone Down
- Little Queen Of Spades [2 verziji]
- Malted Milk
- Me And The Devil Blues [2 verziji]
- Milk cow's Calf Blues [2 verziji]
- .32-20 Blues
- Phonograph Blues [2 verziji]
- Preachin' Blues (Up Jumped The Devil)
- Rambling On My Mind [2 verziji]
- Stones In My Passway
- Stop Breakin' Down Blues [2 verziji]
- Sweet Home Chicago
- Terraplane Blues
- They're Red Hot
- Traveling Riverside Blues [2 verziji]
- Walkin' Blues
- When You Got A Good Friend [2 verziji]

## Legenda
Okrog njega se vrti legenda, da naj bi prodal dušo hudiču, saj je v zelo kratkem času postal izredno dober kitarist. Velikokrat se je čudno obnašal, obračal se stran od publike ali pa kar odhajal sredi nastopov, zato so ljudje sklepali, da nekaj prikriva. V resnici pa veliko glasbenikov to počne še danes, da bi prikrili tehniko igranja (Van Halen) ali pa se preprosto izognili pritisku novinarjev po koncu nastopa. Legenda pa je bila še bolj popolna, saj je bil njegov učitelj kitare, Ike Zinnerman, poznan po tem, da naj bi se naučil igrati kitaro cele noči sedeč na nagrobnikih na mestnem pokopališču.
O zgodbi je bil posnet tudi film Crossroads (1986). Križišče »Crossroads« je v črnskih legendah predstavljalo domovanje duha, ki je povezoval ljudi in bogove. Tudi Johnson sam je podžgal govorice s pesmimi, kot so Crossroad Blues, Me And The Devil Blues in Hell-Hound On My Trail.

## Vpliv na druge glasbenike
Eric Clapton je v letu 2004 njemu v čast posnel album Me and Mr. Johnson, na katerem igra Johnsonove pesmi.
Njegove pesmi so preigrali:
Eric Clapton, Elmore James, The Rolling Stones, Led Zeppelin, Stevie Ray Vaughan, Rory Block, Steve Goodman, Lee Roy Parnell, Turtle Iland, Bluerunners, Grateful Dead, Bob Margolin, Railroad Jerk, Hank Williams Jr., Cowboy Junkies, George Gritzbach, Robert McEntee, Cassandra Wilson, Rory Gallagher, Eric Johnson, Bill Morrisey, Kenny Rogers, Warren Zevon, John Fogerty, Chris Whitley, Chris Smither, Artie Traum, Fat Possum, Jonnell Mosser, Blue Moon Swamp, Curtis Chapman, Steve Earle, Bleeker Street, Ben Harper in Asleep at the Wheel.

## Knjige
- Love in Vain: A Vision of Robert Johnson, Alan Greenberg, Stanley Crouch, Martin Scorsese, 1994, ISBN 0-306-80557-X
- Searching for Robert Johnson, Peter Guralnick , 1998, ISBN 0-452-27949-6
- Robert Johnson: Lost and Found, Barry Lee Pearson, Bill McCulloch, 2003, ISBN 0-252-02835-X
- Escaping the Delta: Robert Johnson and the Invention of the Blues, Elijah Wald, 2004, ISBN 0-06-052423-5
- Hellhound on My Trail: The Life of Robert Johnson, Bluesman Extraordinaire, Robert Wolf, 2004, ISBN 1-56846-146-1
- Robert Johnson, Mythmaking, and Contemporary American Culture, Patricia R. Schroeder, 2004, ISBN 0-252-02915-1

## Filmi
- Crossroads, 1986
- The Search for Robert Johnson, 1992
- Can't You Hear the Wind Howl? The Life and Music of Robert Johnson, 1997
- Hellhounds On My Trail: The Afterlife of Robert Johnson, 2000